# Joel Bettin
Joel Bettin (4 dicembre 1966) è un ex canoista francese.
Alle olimpiadi di Seul 1988 ha vinto un bronzo nel C2 500 m, in coppia con Philippe Renaud.
Si è ritirato dall'attività agonistica.

## Palmarès
- Olimpiadi
  - Seul 1988: bronzo nel C2 500 m.

- Mondiali
  - 1989 - Plovdiv: bronzo nel C2 500 m e C4 500 m.
  - 1991 - Parigi: argento nel C4 500 m.